# Sentinela do Sul
Sentinela do Sul é um município brasileiro do estado do Rio Grande do Sul.

## História
No início da povoação em 1819, chamava-se Dores De Camaquã. Em 1929 a Sede municipal foi transferida para Tapes, quando passou a chamar-se Vila Vasconcelos, em homenagem ao seu primeiro intendente, Manuel da Cunha Vasconcelos. Estagnou-se até o momento de sua emancipação e reconquistou sua autonomia política, passando a denominar-se Sentinela do Sul no dia 20 de março de 1992.